# Pisa Sporting Club 1980-1981
Questa pagina raccoglie i dati riguardanti il Pisa Sporting Club nelle competizioni ufficiali della stagione 1980-1981.

## Stagione
Dopo la salvezza della stagione precedente Adolfo Anconetani affida la panchina a Lauro Toneatto che torna dopo dieci anni a guidare i neroazzuri. La squadra ottiene risultati come la vittoria interna (1-0) sulla Sampdoria e addirittura la vittoria (0-1) il 24 maggio a San Siro contro un Milan già nettamente in testa e vicino alla promozione. Il Pisa disputa un campionato di assoluta tranquillità, nonostante la presenza di squadre di assoluto blasone, retrocesse dopo lo scandalo scommesse della stagione scorsa, con 39 punti in classifica chiude il campionato al 7º posto, con il cannoniere Aldo Cantarutti autore di 13 reti, una in Coppa Italia e 12 in campionato.
In Coppa Italia il Pisa disputa il quinto girone di qualificazione, che promuove ai quarti di finale il Bologna.

## Rosa
| N. |                   | Ruolo | Calciatore               |
| -- | ----------------- | ----- | ------------------------ |
|    | Italia (bandiera) | P     | Alessandro Mannini       |
|    | Italia (bandiera) | P     | Sergio Buso              |
|    | Italia (bandiera) | D     | Federico Rossi           |
|    | Italia (bandiera) | D     | Leonardo Occhipinti      |
|    | Italia (bandiera) | D     | Stefano Garuti           |
|    | Italia (bandiera) | D     | Fabio Massimi            |
|    | Italia (bandiera) | D     | Felice Secondini         |
|    | Italia (bandiera) | D     | Arturo Vianello          |
|    | Italia (bandiera) | C     | Luigi Gozzoli (capitano) |

| N. |                   | Ruolo | Calciatore         |
| -- | ----------------- | ----- | ------------------ |
|    | Italia (bandiera) | C     | Vito Graziani      |
|    | Italia (bandiera) | C     | Odoacre Chierico   |
|    | Italia (bandiera) | C     | Luca Bartolini     |
|    | Italia (bandiera) | C     | Aldo Cantarutti    |
|    | Italia (bandiera) | C     | Ferruccio Mariani  |
|    | Italia (bandiera) | C     | Paolo Tuttino      |
|    | Italia (bandiera) | A     | Alessandro Bertoni |
|    | Italia (bandiera) | A     | Giovanni Quadri    |
|    | Italia (bandiera) | A     | Walter Viganò      |

## Risultati

### Serie B

#### Girone di andata
| Pisa 14 settembre 1980 1ª giornata | Pisa          | 0 – 0 | Verona | Stadio Arena Garibaldi\| Arbitro: \| Lops (Torino) \| |
| Arbitro:                           | Lops (Torino) |       |        |                                                       |

| Monza 21 settembre 1980 2ª giornata | Monza             | 0 – 0 | Pisa | Stadio Gino Alfonso Sada\| Arbitro: \| Pirandola (Lecce) \| |
| Arbitro:                            | Pirandola (Lecce) |       |      |                                                             |

| Arbitro: | Tonolini (Milano) |

|                |           |              |
| Cantarutti 34’ | Marcatori | 1’ A. Bordon |

| Arbitro: | Lombardo (Marsala) |

|                                     |           |            |
| Nela 45’ Cavagnetto 49’ Manfrin 75’ | Marcatori | 86’ Quadri |

| Arbitro: | Falzier (Treviso) |

|                                                            |           |                             |
| Sciannimanico 28’ Tivelli 43’ (rig.) Occhipinti 65’ (aut.) | Marcatori | 8’, 87’ Quadri 9’ Bartolini |

| Arbitro: | Altobelli (Roma) |

|                |           |  |
| Cantarutti 43’ | Marcatori |  |

| Arbitro: | Sarti (Modena) |

|         |           |                         |
| Rosi 3’ | Marcatori | 62’ Quadri 78’ Chierico |

| Arbitro: | Lo Bello (Siracusa) |

|              |           |  |
| F. Rossi 12’ | Marcatori |  |

| Arbitro: | Lops (Torino) |

|  |           |                     |
|  | Marcatori | 48’ (rig.) Chierico |

| Arbitro: | Ciulli (Roma) |

|            |           |  |
| Bonomi 30’ | Marcatori |  |

| Arbitro: | Pairetto (Torino) |

|               |           |             |
| Cantarutti 3’ | Marcatori | 32’ Cosenza |

| Arbitro: | Castaldi (Vasto) |

|                                   |           |                |
| Magistrelli 51’ Manzin 55’ (rig.) | Marcatori | 40’ Cantarutti |

| Arbitro: | Pirandola (Lecce) |

|                         |           |  |
| Chierico 71’ Viganò 74’ | Marcatori |  |

| Arbitro: | Michelotti (Parma) |

|                            |           |                |
| Garlaschelli 32’ Viola 69’ | Marcatori | 74’ Cantarutti |

| Arbitro: | Pieri (Genova) |

|  |           |               |
|  | Marcatori | 37’ Antonelli |

| Ferrara 4 gennaio 1981 16ª giornata | SPAL            | 0 – 0 | Pisa | Stadio Comunale\| Arbitro: \| Facchin (Udine) \| |
| Arbitro:                            | Facchin (Udine) |       |      |                                                  |

| Pisa 11 gennaio 1981 17ª giornata | Pisa             | 0 – 0 | Taranto | Stadio Arena Garibaldi\| Arbitro: \| Casarin (Milano) \| |
| Arbitro:                          | Casarin (Milano) |       |         |                                                          |

| Arbitro: | Terpin (Trieste) |

|             |           |                |
| Bacchin 65’ | Marcatori | 89’ Cantarutti |

| Arbitro: | Castaldi (Vasto) |

|                 |           |  |
| V. Graziani 26’ | Marcatori |  |

#### Girone di ritorno
| Verona 8 febbraio 1981 20ª giornata | Verona            | 0 – 0 | Pisa | Stadio Marcantonio Bentegodi\| Arbitro: \| Angelelli (Terni) \| |
| Arbitro:                            | Angelelli (Terni) |       |      |                                                                 |

| Arbitro: | Paparesta (Bari) |

|            |           |             |
| Quadri 28’ | Marcatori | 71’ Massaro |

| Arbitro: | Altobelli (Roma) |

|            |           |                |
| Lucchi 20’ | Marcatori | 57’ A. Bertoni |

| Arbitro: | Terpin (Trieste) |

|            |           |           |
| Garuti 43’ | Marcatori | 65’ Russo |

| Pisa 8 marzo 1981 24ª giornata | Pisa            | 0 – 0 | Foggia | Stadio Arena Garibaldi\| Arbitro: \| Facchin (Udine) \| |
| Arbitro:                       | Facchin (Udine) |       |        |                                                         |

| Arbitro: | Falzier (Treviso) |

|                                                     |           |                |
| Parlanti 45’ (rig.) Vianello 51’ (aut.) Bilardi 86’ | Marcatori | 28’ Cantarutti |

| Arbitro: | Vitali (Bologna) |

|                     |           |                                |
| Cantarutti 33’, 57’ | Marcatori | 8’ Perrone 86’ (aut.) Chierico |

| Arbitro: | Longhi (Roma) |

|                                  |           |                     |
| Galdiolo 23’ De Ponti 78’ (rig.) | Marcatori | 15’, 89’ Cantarutti |

| Arbitro: | Parussini (Udine) |

|                     |           |               |
| Chierico 55’ (rig.) | Marcatori | 66’ Montesano |

| Arbitro: | Castaldi (Vasto) |

|                               |           |                 |
| A. Bertoni 28’ Cantarutti 66’ | Marcatori | 44’ De Bernardi |

| Arbitro: | Pirandola (Lecce) |

|                  |           |  |
| D'Alessandro 51’ | Marcatori |  |

| Arbitro: | Tonolini (Milano) |

|                     |           |  |
| A. Bertoni 76’, 86’ | Marcatori |  |

| Arbitro: | Terpin (Trieste) |

|                |           |  |
| Barlassina 71’ | Marcatori |  |

| Arbitro: | Mattei (Macerata) |

|                |           |              |
| A. Bertoni 57’ | Marcatori | 86’ Citterio |

| Arbitro: | Lanese (Messina) |

|  |           |              |
|  | Marcatori | 21’ Chierico |

| Arbitro: | Pirandola (Lecce) |

|                                    |           |             |
| Chierico 37’ (rig.) A. Bertoni 54’ | Marcatori | 47’ Albiero |

| Taranto 7 giugno 1981 36ª giornata | Taranto       | 0 – 0 | Pisa | Stadio Erasmo Iacovone\| Arbitro: \| Prati (Parma) \| |
| Arbitro:                           | Prati (Parma) |       |      |                                                       |

| Arbitro: | Facchin (Udine) |

|                 |           |             |
| V. Graziani 16’ | Marcatori | 52’ Gaudino |

| Arbitro: | Menegali (Roma) |

|                                           |           |  |
| Facchini 12’ Salvadè 28’, 46’ Cecilli 49’ | Marcatori |  |

### Coppa Italia

#### Primo turno - Fase a gironi
| Arbitro: | Benedetti (Roma) |

|                |           |                          |
| Cantarutti 11’ | Marcatori | 3’ Dossena 41’ Garritano |

| Arbitro: | Magni (Bergamo) |

|  |           |            |
|  | Marcatori | 41’ Cupini |

| Arbitro: | Angelelli (Terni) |

|                     |           |  |
| G. Sartori 32’, 35’ | Marcatori |  |

| Arbitro: | Pairetto (Torino) |

|            |           |  |
| Capone 72’ | Marcatori |  |

| 7 settembre 1980 5ª giornata |  | – Turno riposo Pisa |  |  |

## Statistiche

### Statistiche di squadra
| Competizione | Punti | In casa | In casa | In casa | In casa | In casa | In casa | In trasferta | In trasferta | In trasferta | In trasferta | In trasferta | In trasferta | Totale | Totale | Totale | Totale | Totale | Totale | DR |
| Competizione | Punti | G       | V       | N       | P       | Gf      | Gs      | G            | V            | N            | P            | Gf           | Gs           | G      | V      | N      | P      | Gf     | Gs     | DR |
| ------------ | ----- | ------- | ------- | ------- | ------- | ------- | ------- | ------------ | ------------ | ------------ | ------------ | ------------ | ------------ | ------ | ------ | ------ | ------ | ------ | ------ | -- |
| Serie B      | 39    | 19      | 7       | 11      | 1       | 20      | 12      | 19           | 3            | 8            | 8            | 15           | 25           | 38     | 10     | 19     | 9      | 35     | 37     | -2 |
| Coppa Italia | -     | 2       | 0       | 0       | 2       | 1       | 3       | 2            | 0            | 0            | 2            | 0            | 3            | 4      | 0      | 0      | 4      | 1      | 6      | -5 |
| Totale       | -     | 21      | 7       | 11      | 3       | 21      | 15      | 21           | 3            | 8            | 10           | 15           | 28           | 42     | 10     | 19     | 13     | 36     | 43     | -7 |

### Statistiche dei giocatori
| Giocatore     | Serie B  | Serie B | Serie B     | Serie B    | Coppa Italia | Coppa Italia | Coppa Italia | Coppa Italia | Totale   | Totale | Totale      | Totale     |
| Giocatore     | Presenze | Reti    | Ammonizioni | Espulsioni | Presenze     | Reti         | Ammonizioni  | Espulsioni   | Presenze | Reti   | Ammonizioni | Espulsioni |
| ------------- | -------- | ------- | ----------- | ---------- | ------------ | ------------ | ------------ | ------------ | -------- | ------ | ----------- | ---------- |
| L. Bartolini  | 27       | 1       | ?           | ?          | ?            | ?            | ?            | ?            | 27+      | 1+     | ?           | ?          |
| A. Bertoni    | 22       | 6       | ?           | ?          | ?            | ?            | ?            | ?            | 22+      | 6+     | ?           | ?          |
| S. Buso       | 22       | -21     | ?           | ?          | ?            | ?            | ?            | ?            | 22+      | -21+   | ?           | ?          |
| A. Cantarutti | 35       | 12      | ?           | ?          | ?            | ?            | ?            | ?            | 35+      | 12+    | ?           | ?          |
| O. Chierico   | 31       | 6       | ?           | ?          | ?            | ?            | ?            | ?            | 31+      | 6+     | ?           | ?          |
| S. Garuti     | 36       | 1       | ?           | ?          | ?            | ?            | ?            | ?            | 36+      | 1+     | ?           | ?          |
| L. Gozzoli    | 36       | 0       | ?           | ?          | ?            | ?            | ?            | ?            | 36+      | 0+     | ?           | ?          |
| V. Graziani   | 34       | 2       | ?           | ?          | ?            | ?            | ?            | ?            | 34+      | 2+     | ?           | ?          |
| A. Mannini    | 16       | -16     | ?           | ?          | ?            | ?            | ?            | ?            | 16+      | -16+   | ?           | ?          |
| F. Mariani    | 2        | 0       | ?           | ?          | ?            | ?            | ?            | ?            | 2+       | 0+     | ?           | ?          |
| F. Massimi    | 26       | 0       | ?           | ?          | ?            | ?            | ?            | ?            | 26+      | 0+     | ?           | ?          |
| L. Occhipinti | 38       | 0       | ?           | ?          | ?            | ?            | ?            | ?            | 38+      | 0+     | ?           | ?          |
| G. Quadri     | 26       | 5       | ?           | ?          | ?            | ?            | ?            | ?            | 26+      | 5+     | ?           | ?          |
| F. Rossi      | 33       | 1       | ?           | ?          | ?            | ?            | ?            | ?            | 33+      | 1+     | ?           | ?          |
| F. Secondini  | 23       | 0       | ?           | ?          | ?            | ?            | ?            | ?            | 23+      | 0+     | ?           | ?          |
| P. Tuttino    | 12       | 0       | ?           | ?          | ?            | ?            | ?            | ?            | 12+      | 0+     | ?           | ?          |
| A. Vianello   | 20       | 0       | ?           | ?          | ?            | ?            | ?            | ?            | 20+      | 0+     | ?           | ?          |
| W. Viganò     | 30       | 1       | ?           | ?          | ?            | ?            | ?            | ?            | 30+      | 1+     | ?           | ?          |